# Meersburg (hrad)
Meersburg (také známý jako Alte Burg, tj. Starý hrad, oproti Novému zámku z 18. století) je hrad ve stejnojmenném městě u Bodamského jezera v německém Bádensku-Württembersku. Nachází na skalnatém výběžku poblíž Bodamského jezera asi 440 metrů nad mořem. Je považován za jeden z nejstarších obydlených hradů v Německu. Centrální věž byla poprvé postavena pravděpodobně v 7. století, ale původní struktura se nezachovala.

## Historie

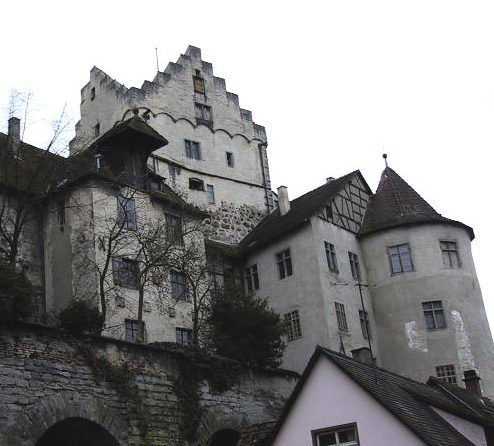
Hrad Meersburg ze Steigstraße pod hradem

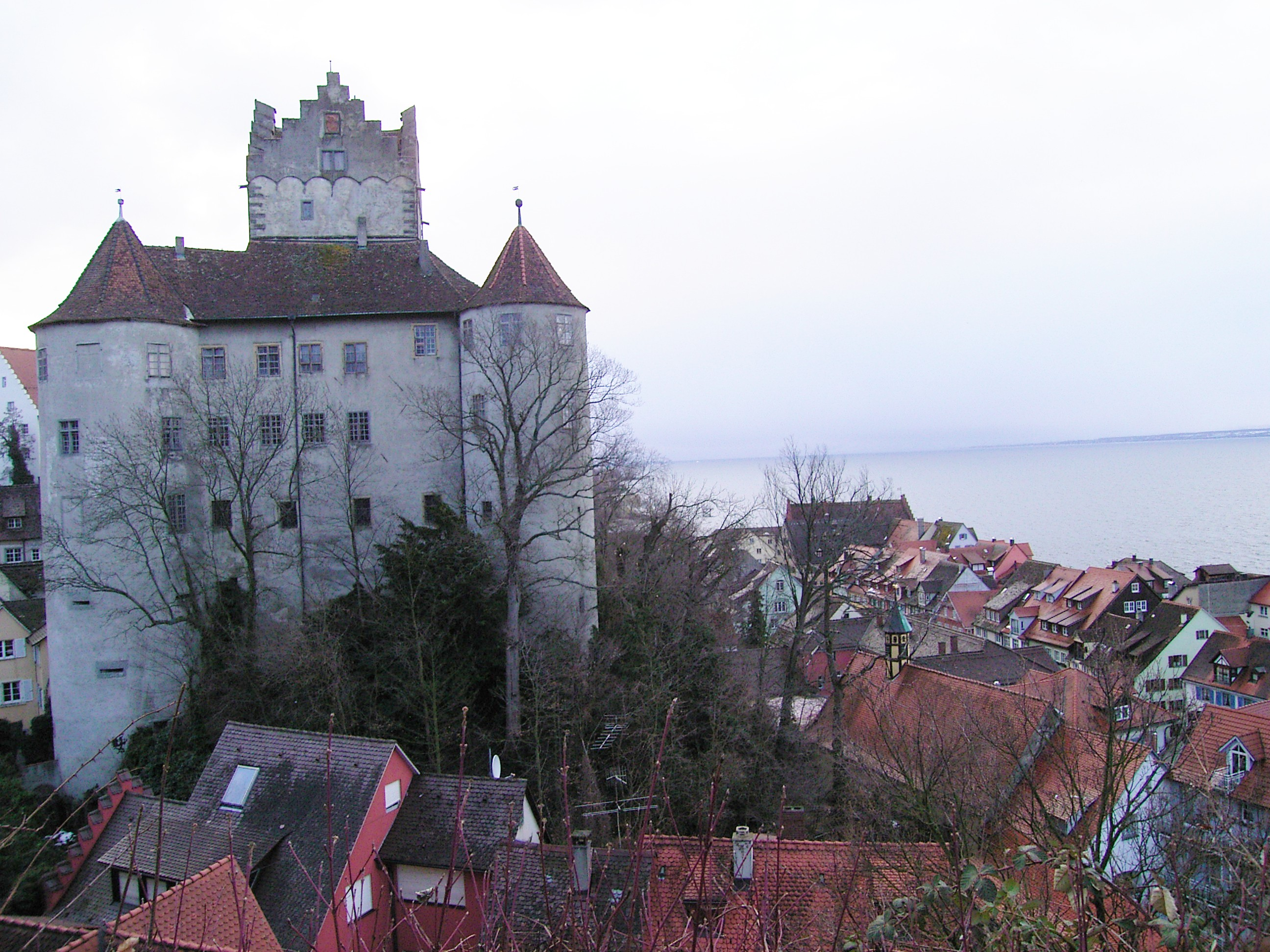
Severozápadní strana hradu; v pozadí Bodamské jezero

### Hypotézy o založení
O založení Meersburgu existují dvě teorie. První je, že merovejský král Dagobert I. postavil v roce 630 Dagobertturm (Dagobertovu věž) centrální pevnost Meersburgu. Kolem roku 630 působil Dagobert v oblasti Bodamského jezera v rámci christianizace Alamanů. Tato teorie je založena na zdroji z roku 1548. a byla podpořena Josephem von Laßbergem, který na zámku žil během 19. století. Charta vydaná Fridrichem Barbarossou dne 27. listopadu 1155, citující starší, pochybné zdroje, uvádí, že hranice kostnického biskupství byly stanoveny samotným Dagobertem, což naznačuje, že Dagobert se osobně podílel na ustanovování vládců v regionu.
Druhá teorie spočívá v tom, že hrad byl postaven na počátku 12. století a jen na základě názvu věže vznikla asociace s dřívějším merovejským králem. Je založena na faktu, že v oblasti Bodamského jezera neexistují žádné záznamy o tom, že by v 7. století byly založeny nějaké hrady, ale v 12. století až počátkem 13. století bylo v této oblasti postaveno mnoho hradů. Hrad Merdesburch byl poprvé zmíněn v roce 1113, což znamená datum výstavby před začátkem 12. století.
Kameny na dně Dagobertturmu jsou velmi velké zhruba čtvercové kameny, které podle architektonické historie mohly pocházet buď ze 7. století nebo od 12. století do počátku 13. století. Protože kameny mohly pocházet z kterékoli éry, není jasné, která teorie je správná. Existuje však podobnost mezi Meersburgem a jinými hrady z 12. století.
Joseph von Laßberg také představil teorii, že věž byla postavena na místě dříve zničeného hradu. Uvádí, že hrad byl zničen vévodou Gotfridem z Alemanie, který byl ve válce s Dagobertovým nástupcem, a o 80 let později byl přestavěn Karlem Martelem . Od 730 do 911 byl Meersburg karolínským hradem ve vlastnictví hrabat z Linzgau, ale spravován hrabaty z Buchhornu . Po vyhynutí linie Buchhornů správa přešla na Welfy. Smlouva mezi nimi a kostnickým biskupstvím naznačovala, že Meersburg bude dán biskupství, pokud rod vymře bez mužských dědiců. Ukazuje se, že Welfové a biskupství měli úzké vazby, protože biskup Konrád byl welfského původu.

### Sídlo kostnických biskupů

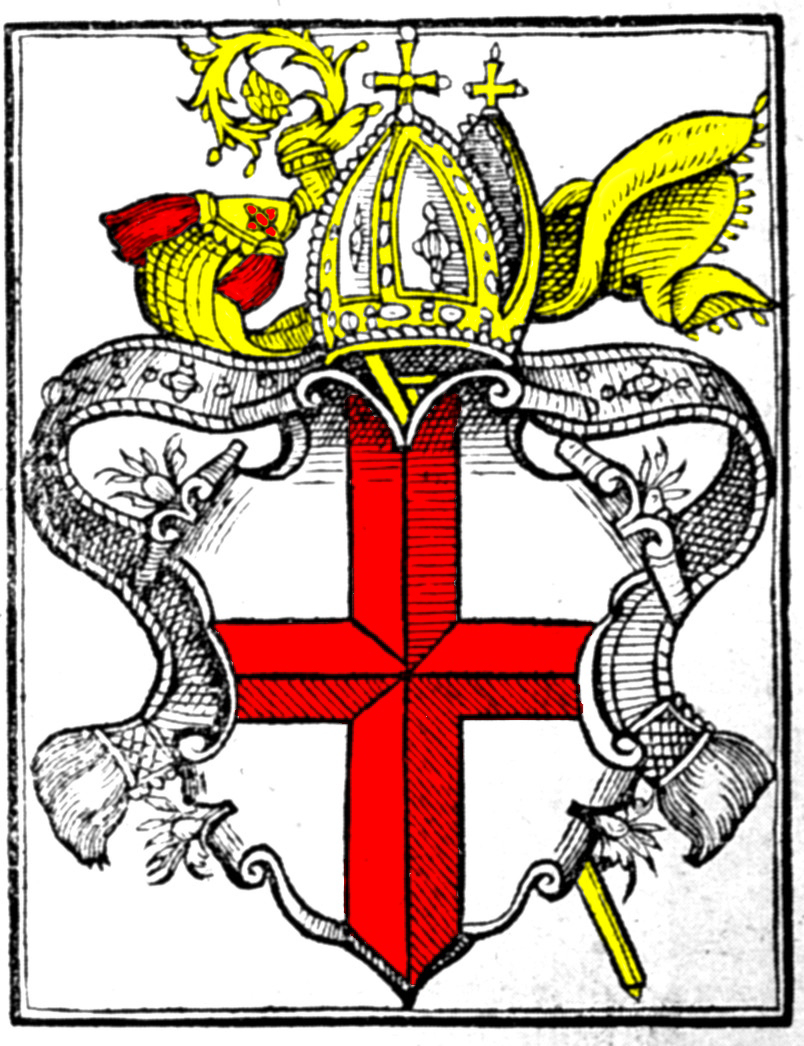
Erb kostnického biskupa

Během následujících století hrad vlastnilo několik různých pánů. Zdá se, že hrad na chvíli vlastnili Hohenstaufenové, protože v roce 1213 král Fridrich II. oslavoval v Meersburgu Svatý týden. V roce 1233 pak Meersburgu udělil právo týdenního trhu. Když byl krátce před svou smrtí v roce 1254 Konrád IV. sesazen a exkomunikován papežem Inocentem IV., požádal Eberharda II., vrchního správce Meersburgu, aby se postaral o jeho dvouletého syna Konradina . V roce 1261 se Konradin stal švábským vévodou a v Ravensburgu sebral armádu. Odešel z Meersburgu, aby zamířil na jih do Itálie bojovat s Karlem I. z Anjou, a pokusil se získat zpět tituly, o které jeho otce připravil papež. I když Konradin dokázal dobýt Řím, byl brzy poté zajat a popraven. O několik let později, v roce 1268, se hrad dostal zcela do vlastnictví kostnického biskupství.

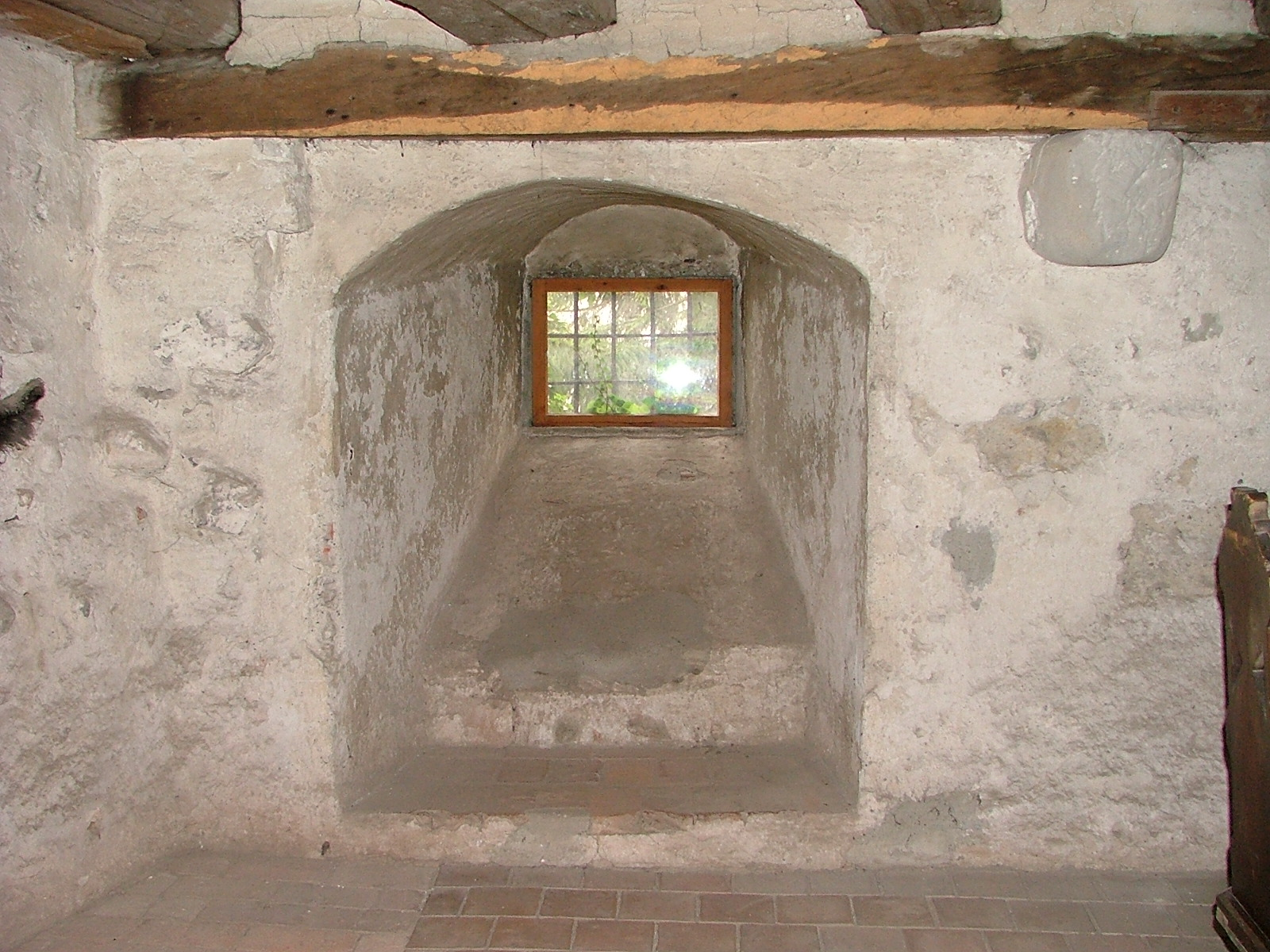
Okno v téměř tři metry tlusté zdi.

Avšak i jako sídlo biskupa byl Meersburg v následujících stoletích dějištěm několika bitev. V roce 1334 byli dva kandidáti na místo kostnického biskupa. Baron Nikolaus I. z Kenzingenu byl zvolen příznivci papeže, zatímco Albrecht z Hohenbergu byl vybrán císařem Svaté říše římské Ludvíkem IV. Bavorem. Nikolaus rychle odcestoval do Avignonu, tehdejšího sídla papeže Jana XXII., aby bylo jeho jmenování potvrzeno. Poté se vrátil do Meersburgu a rychle nechal vylepšit obranu hradu. Albrecht mezitím postavil armádu z jihoněmeckých knížat a připojila se k němu císařská armáda vedená císařem. V létě roku 1334 obklíčilo císařské vojsko hrad Meersburg. Během obléhání byla v Německu poprvé použita děla. Ani s novými zbraněmi se střelným prachem však císařská vojska nebyla schopna hrad obsadit. Na konci srpna už Ludvíka obléhání unavovalo. Když rakouský vévoda Otto požádal o pomoc proti Čechům, opustil Meersburg a potvrdil Nikolause jako biskupa. Albrecht získal náhradou titul biskupa würzburského v roce 1345.
Po Nikolausovi byl biskupem Urich Pfefferhardt (1345–1351) a v roce 1352 byl na hrad instalován Johann III Windlock z Kostnice, který se ukázal jako autokratický vládce a lidé a místní šlechtici ho neměli rádi. Po sporu s Konradem z Homberg-Markdorfu a opatem Eberhardem z Reichenau byl zabit vojáky ve svém paláci v Kostnici.

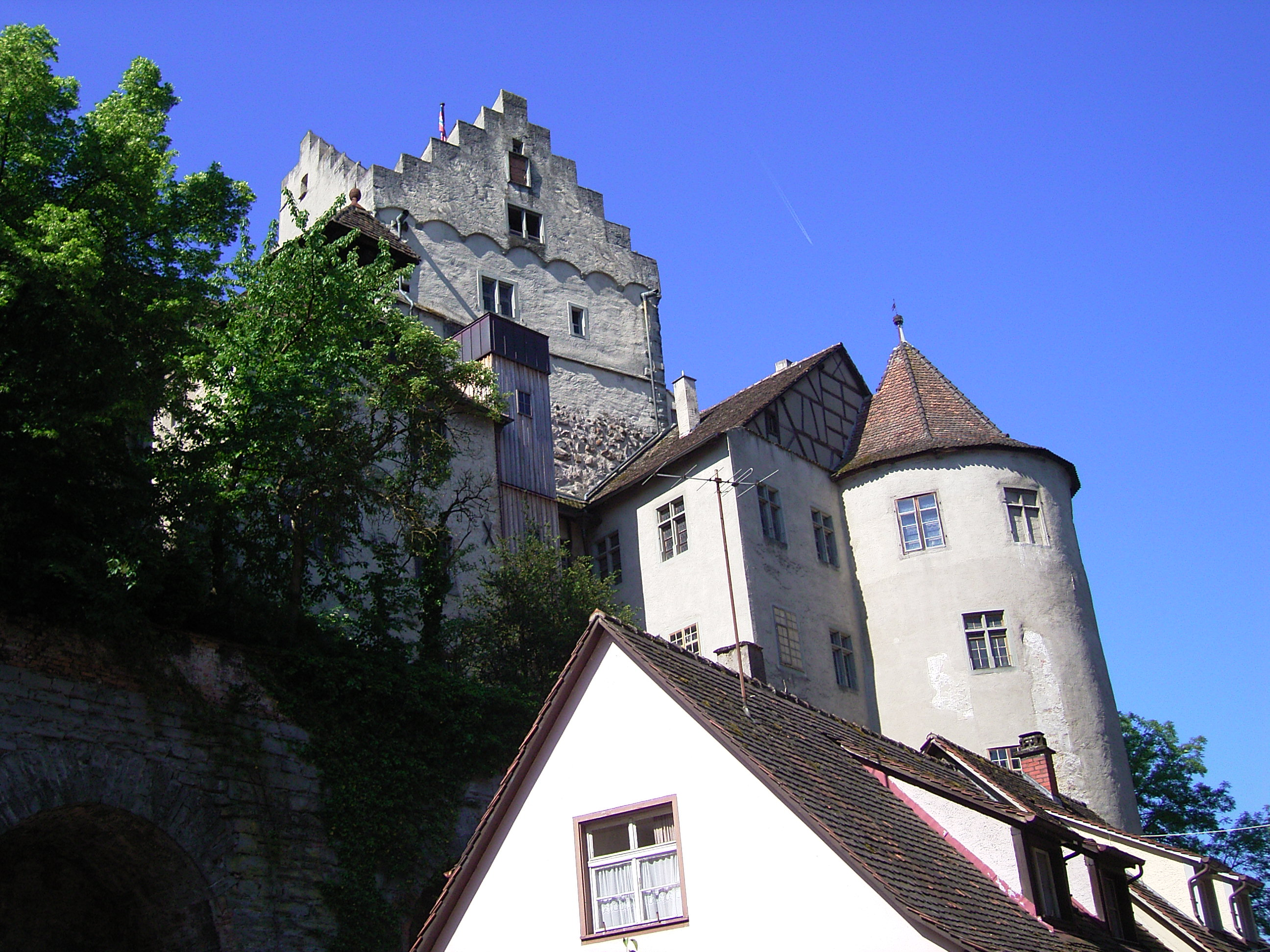
Pohled na Dagobertovu věž se stupňovitým štítem.

Během dalšího století bylo jmenováno nejméně třináct dalších biskupů. V roce 1436 byl biskupem jmenován Jindřich IV. z Hewenu. Jeho agresivní a svévolný styl způsobil tření mezi ním a městem. Po nepokojích dostalo město pokutu 4 000 florénů za porušení míru v areálu hradu. Pozdější pokusy města o zajištění statutu svobodného císařského města vedly v roce 1457 k dalším nepřátelským akcím. Obyvatelé města zaútočili na hrad a dobyli jej. Biskup Jindřich odpověděl obléháním města. Po zásahu Zikmunda Habsburského, jakož i Kostnice a Curychu bylo dosaženo kompromisu. Jindřich ustoupil, ale po nějak době opět zaútočil na město. Obrana města nebyla připravena a jeho vojáci zajali všechny vůdce povstání, které popravil a zbavil město jeho práv.
Stupňovitý štít (stupňovitá linie střechy místo hladké linie střechy) na věž přidal kostnický kníže-biskup Hugo von Hohenlandenberg (1496–1532). Před jeho časem byl Meersburg letním sídlem biskupů. Po konfliktu s městem Kostnicí v roce 1526 se Hugo přestěhoval do Meersburgu natrvalo. Hradu zůstal hlavním sídlem biskupů až do přesunu do Nového zámku v 18. století.
V roce 1647 byl hrad během třicetileté války napaden švédskými jednotkami, ale během útoku byly spáleny pouze střešní trámy.
Na začátku 18. století začali biskupové stavět Nový zámek jako moderní rezidenční zámek. Po roce 1750 sloužil starý hrad jako dům pro správu města.

### Sekularizace

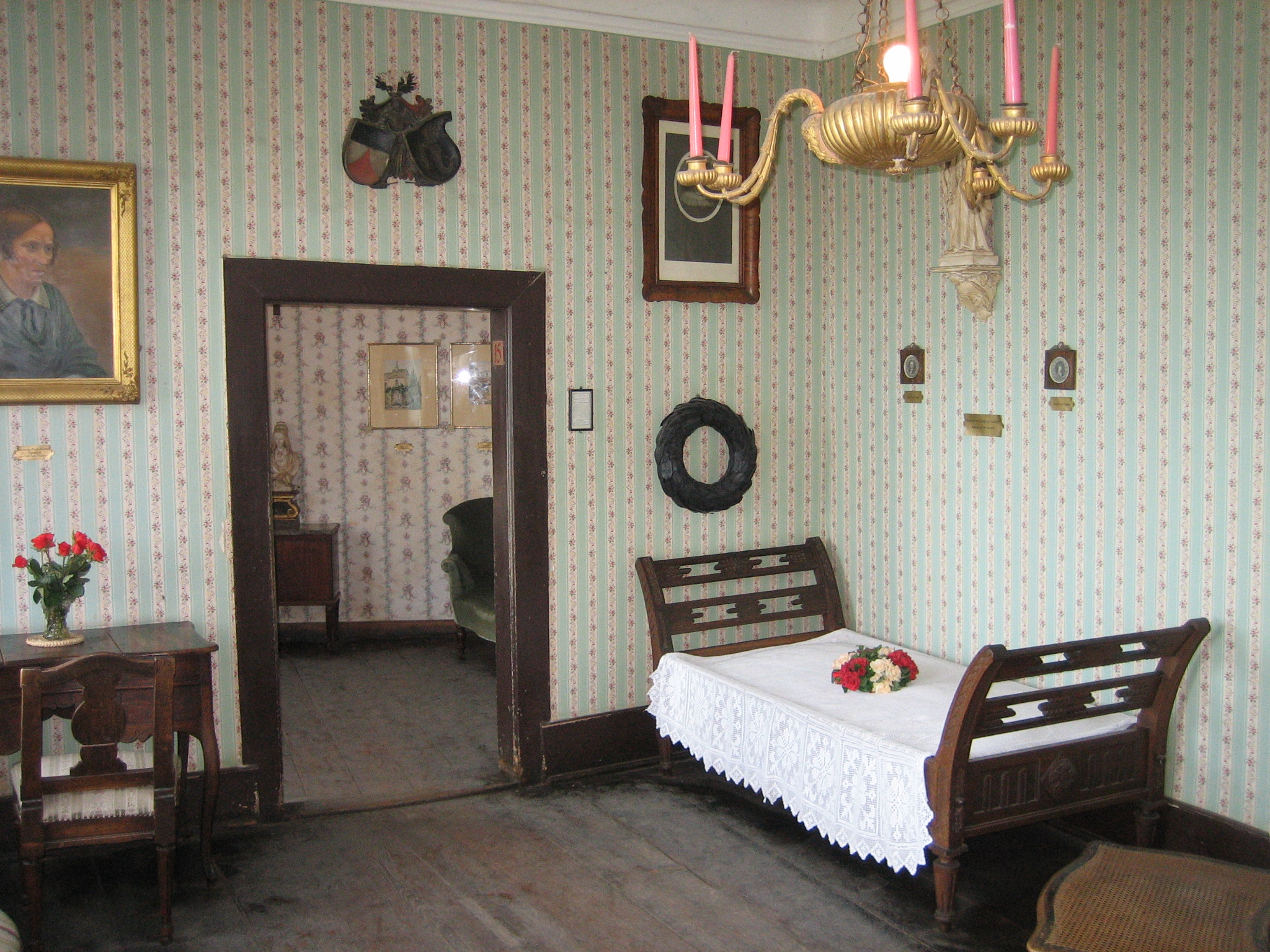
Smrtelné lože německé básnířky Annette von Droste-Hülshoffs

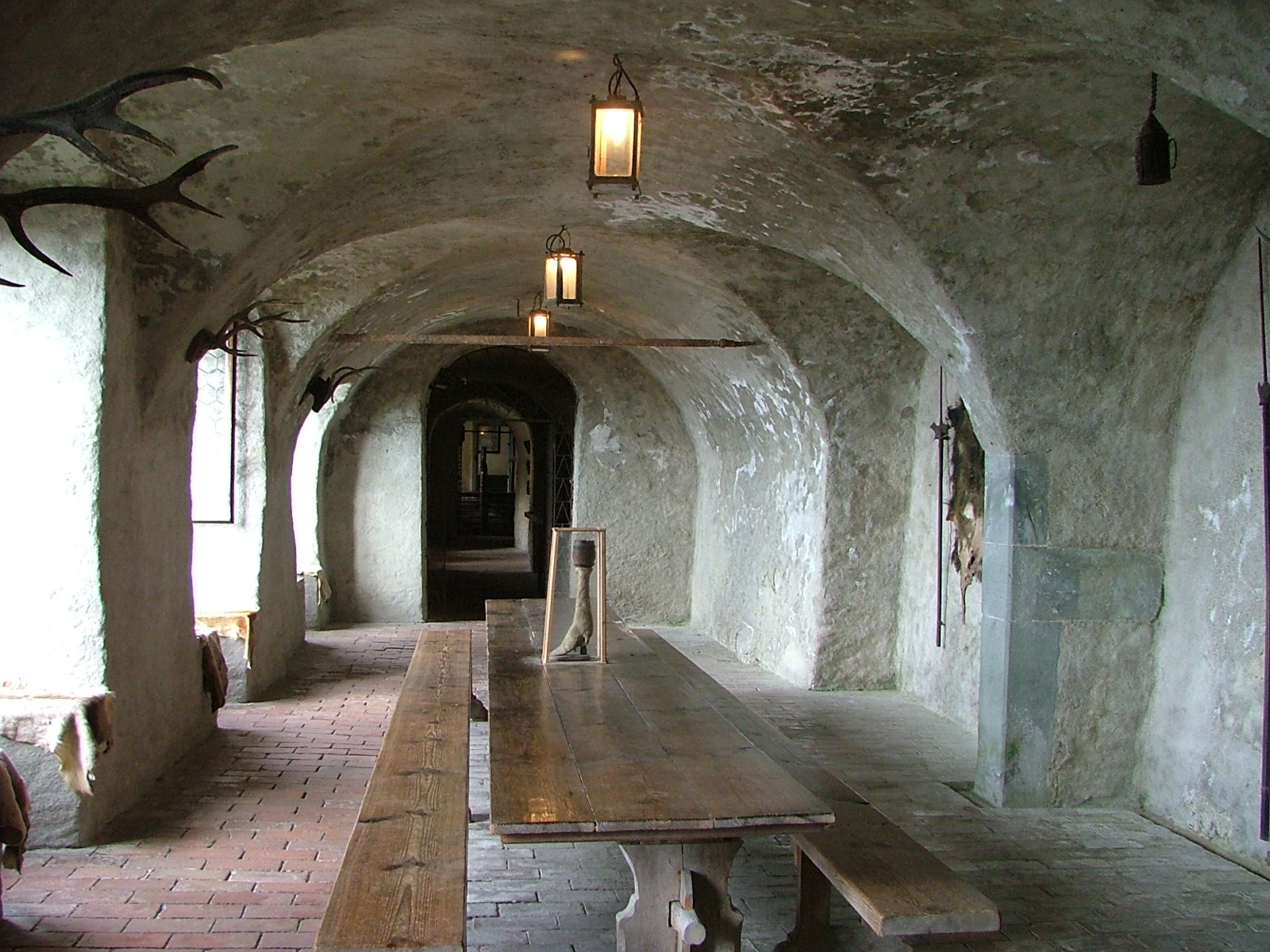
Rytířský sál

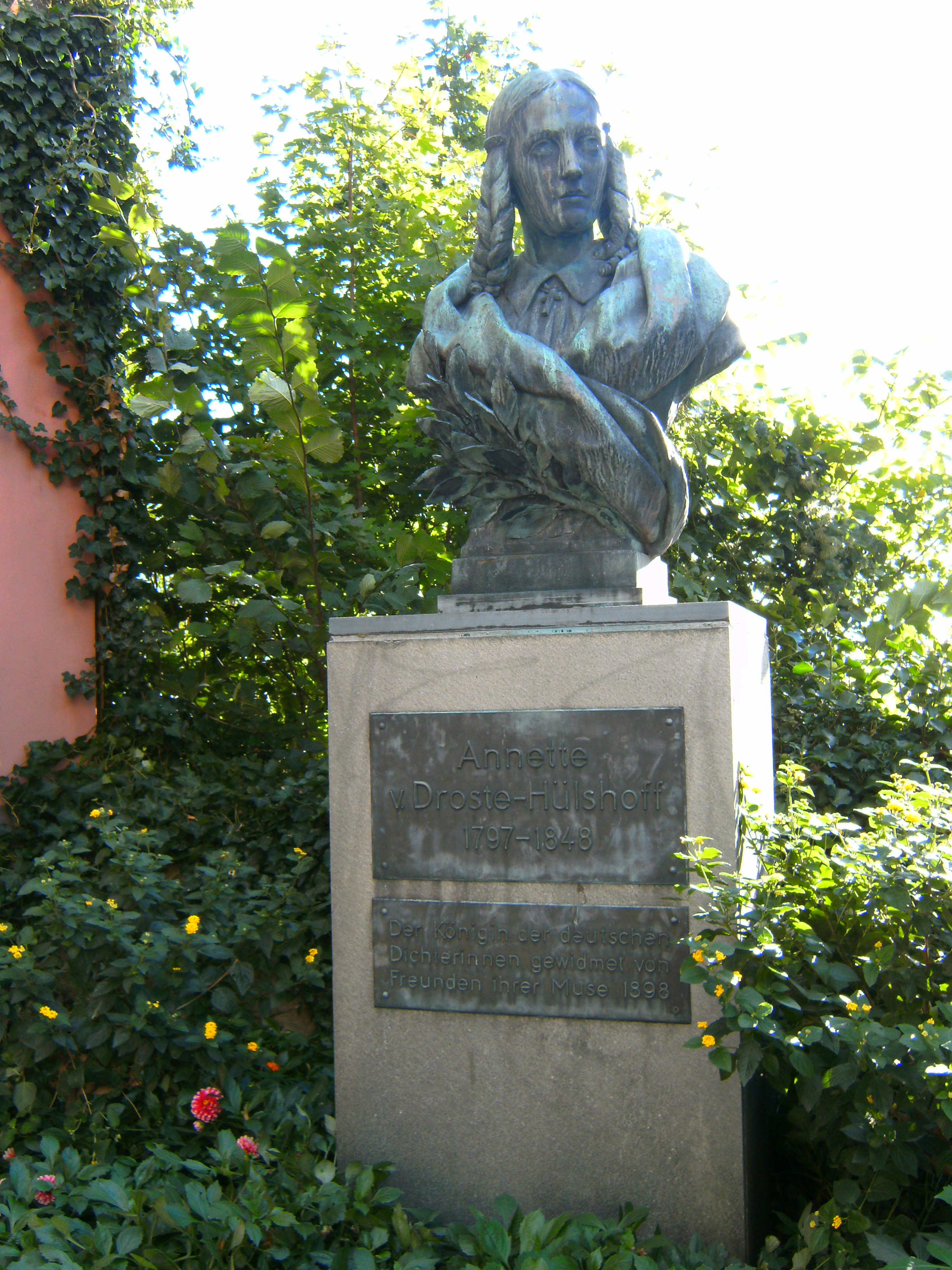
Busta Annette von Droste Hülshoff u brány hradu

V rámci napoleonské sekularizace se Meersburg v roce 1803 dostal pod kontrolu Badenského velkovévodství. V roce 1838 velkovévoda hrad prodal soukromému majiteli, sběrateli Josephu von Laßbergovi a jeho manželce baronce Marii Anně von Droste-Hülshoff (zvané Jenny). V roce 1841 se Jennyina sestra Annette von Droste-Hülshoff, německá básnířka, přestěhovala na hrad, kde strávila posledních osm let svého života. Po smrti Laßbergů hrad zdědily jejich dcery, dvojčata Hildegarda a Hildegunda. Nemohly si však dovolit údržbu a zámek v roce 1877 prodali Karlu Mayerovi von Mayerfels z Mnichova, který zde založil muzeum středověku. Dnes jsou části hradu otevřeny návštěvníkům na prohlídkách s průvodcem. Zbývající část hradu je obsazena jeho potomky.